# Kasper Wojakowski
Kasper Wojakowski herbu Brochwicz – stolnik przemyski w latach 1697-1726.
Był konsyliarzem województwa krakowskiego w konfederacji tarnogrodzkiej w 1715 roku.